# Cougaing
Le Cougaing est une  rivière du Sud de la France qui coule dans le département de l'Aude en région Occitanie, et un affluent gauche de l'Aude.

## Géographie
Le Cougaing est une rivière qui prend sa source dans le Razès sur la commune de Saint-Couat-du-Razès et se jette dans l'Aude en rive gauche sur la commune de Limoux dans le département de l'Aude.
La longueur de son cours d'eau est de 17,4 km.

### Communes traversées
Le Cougaing traverse cinq communes toutes dans le département de l'Aude : Saint-Couat-du-Razès, Castelreng, La Digne-d'Amont, La Digne-d'Aval et Limoux.

## Affluents
Le Cougaing a six tronçons affluents contributeurs référencés dont :
- le Ruisseau de la Peyrière : 1,7 km
- le Ruisseau du Bois de l'Espinas  : 2 km
- le Ruisseau de la Carrière : 1,4 km
- le Rec du Four : 3,5 km
- le Ruisseau de Peyralbe : 1,3 km
- le Ruisseau de l'Auriol : 5,4 km